# 古川健
古川 健（ふるかわ けん、1983年11月15日 - ）は、広島県出身の競艇選手。登録番号4257。身長168cm。血液型A型。93期。広島支部所属。同期に渡辺浩司、岡祐臣、長田頼宗らがいる。

## 来歴
- やまと競艇学校時代、リーグ戦勝率4.47（準優出2 優出1）の成績を残した。
- 2003年11月5日、宮島競艇場でデビュー（落水失格）。
- 2004年2月29日、鳴門競艇場での「第2回AM神戸カップ競走」で初勝利。
- 2009年9月29日、児島競艇場での「第19回倉敷市議会議長杯」で初優勝（優出4回目）。5コースからの進入で松井繁、吉田弘文、佐々木康幸ら強豪選手を捲っての優勝だった。